# Aphelandra steyermarkii
Aphelandra steyermarkii är en akantusväxtart som beskrevs av Wasshausen. Aphelandra steyermarkii ingår i släktet Aphelandra och familjen akantusväxter. Inga underarter finns listade i Catalogue of Life.